# Lienardia roseotincta
Lienardia roseotincta is een slakkensoort uit de familie van de Clathurellidae. De wetenschappelijke naam van de soort is voor het eerst geldig gepubliceerd in 1872 door Montrouzier in Souverbie & Montrouzier.